# Масса-Фискалья
Ма́сса-Фиска́лья (итал. Massa Fiscaglia) — упразднённая коммуна в Италии, расположена в области Эмилия-Романья, подчиняется административному центру Феррара. Ныне является фракцией коммуны Фискалья.
Население составляет 3819 человек, плотность населения составляет 67 чел./км². Занимает площадь 57 км². 
Почтовый индекс — 44025. Телефонный код — 0533.
Покровителем коммуны почитается святой апостол Пётр, празднование 22 февраля.

## История
Коммуна Масса-Фискалья была упразднена 1 января 2014 года, с целью создания новой коммуны Фискалья. Она была создана путём объединения соседних муниципалитетов Масса-Фискалья, Мильяро и Мильярино.